# تقية الويذاباذية
تقية بنت عبد الله الويذاباذية الأصبهانية راوية للحديث روت عن أبي نصير محمد بن محمد الزينبي بالإجازة، وروى عنها أبو القاسم بن عساكر.